# John David Jackson (Physiker)

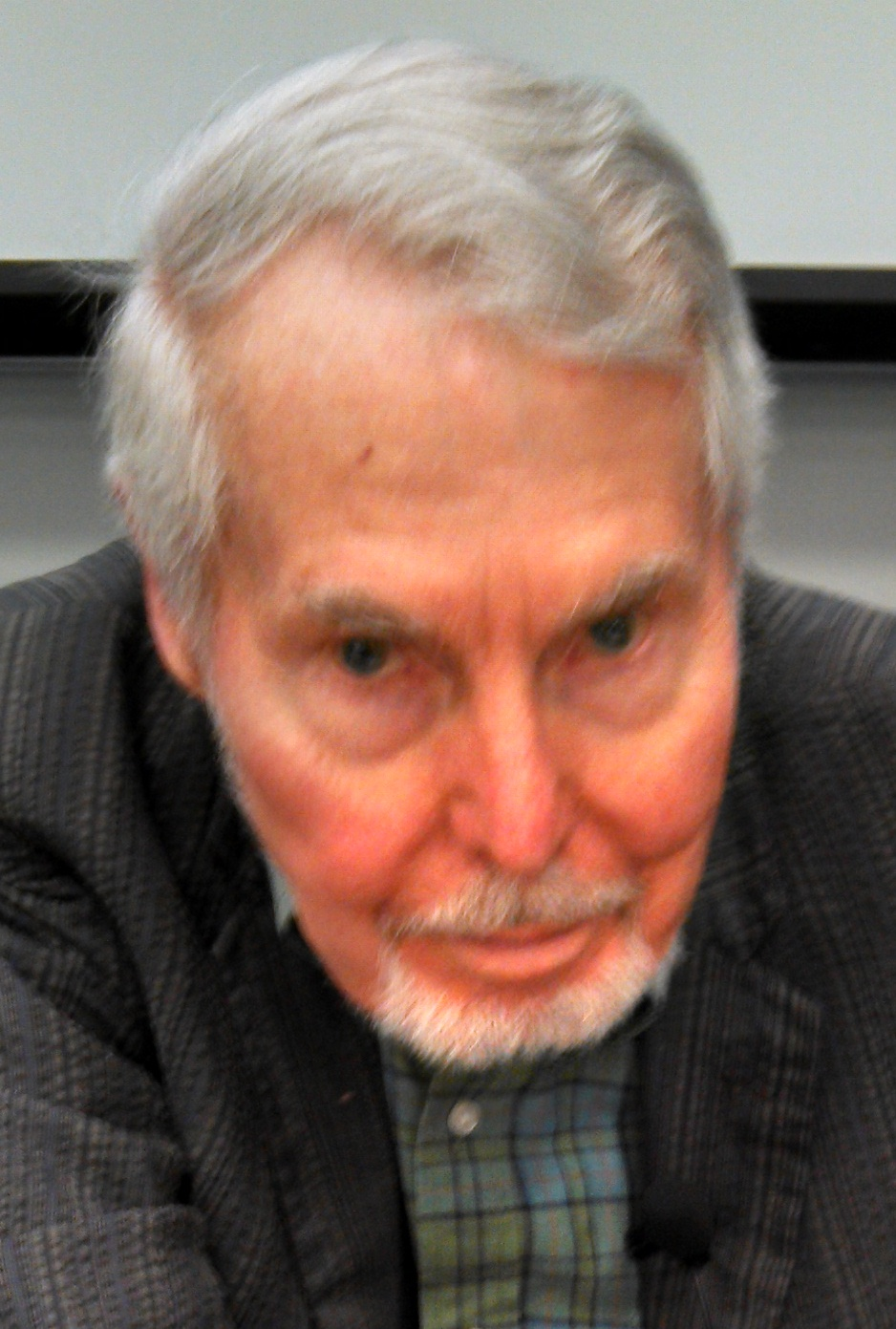
John David Jackson

John David Jackson (* 19. Januar 1925 in London, Kanada; † 20. Mai 2016 in Lansing, Michigan) war ein kanadisch-US-amerikanischer theoretischer Physiker. Er war Professor an der University of California, Berkeley und Mitarbeiter am Lawrence Berkeley National Laboratory. Bekannt ist er vor allem für sein Lehrbuch Classical Electrodynamics.

## Leben
Jackson studierte Physik und Mathematik an der University of Western Ontario in London, die er 1946 mit dem Bachelor abschloss. Seinen Doktor machte er 1949 am Massachusetts Institute of Technology in Cambridge, wo er seine erste Veröffentlichung am Radiation Laboratory machte, bei John Blatt und Victor Weisskopf in Kernphysik. Bis Jahresende behielt er dort eine Forschungsstelle inne, dann erhielt er seinen ersten Lehrauftrag als Assistant Professor für Mathematik an der kanadischen McGill University in Montreal. Später zum Associate Professor befördert, blieb er dort bis zum 30. Juni 1957. 1956/1957 hielt er sich zu Forschungszwecken in Princeton bei Eugene Wigner und John Archibald Wheeler auf. In dieser Zeit beginnt Jackson, sich der Elementarteilchenphysik zuzuwenden. 1957 wechselte er auf Einladung von Frederick Seitz auf einen Physik-Lehrstuhl an die University of Illinois at Urbana-Champaign, ab 1958 dann als regulärer Professor. Am 1. Juli 1967 wechselte er weiter an die University of California, Berkeley. Von 1978 bis 1981 stand er der dortigen Physik-Abteilung vor. Zum 1. Januar 1993 wurde Jackson emeritiert.
Neben diesen universitären Hauptstellen war Jackson auch 1966 erstmals als Gastwissenschaftler am Lawrence Berkeley National Laboratory tätig, dem er ab 1967 als fester Mitarbeiter angehörte. 1970/1971, 1974 bis 1976 und 1977/1978 war er dort Gruppenleiter der Theoretischen Physik, 1982 bis 1984 Direktor der gesamten Physikabteilung. Auch nach seiner Emeritierung betätigte er sich hier noch.
Weitere Positionen oder Beteiligungen waren 1956/1957 als John Simon Guggenheim Fellow an der Princeton University, 1958/1959 als Berater der Space Technology Laboratories, 1963/1964, 1970, 1976/77, 1979, 1981, 1984, 1988 jeweils in verschiedenen Kollaborationen mit dem CERN, 1970 als Gastwissenschaftler an der Universität Cambridge, 1972/1973 als Vorsitzender der Theorieabteilung am Fermilab, 1977 bis 1993 als Editor für das Journal Annual Review of Nuclear and Particle Science, 1984 bis 1987 als Vizedirektor des (aus finanziellen Gründen 1993 eingestellten) Superconducting-Super-Collider-Projektes und 1988/1989 als Gastwissenschaftler an der Universität Oxford.
Am 12. April 1988 nahm Jackson die US-Staatsbürgerschaft an. Zu seinen Schülern zählen Kurt Gottfried (den er an der McGill University unterrichtete), Chris Quigg und Gordon Kane.

## Werk
Jackson befasste sich zunächst mit Kernphysik. In seiner Dissertation beschäftigte er sich mit der Anwendung der Theorie der effektiven Reichweite (von Julian Schwinger und Hans Bethe) auf Nukleon-Nukleon-Streuung bei niedriger Energie, dargelegt in Reviews of Modern Physics Bd. 22, 1950 (mit John Blatt). Mitte der 1950er Jahre zeigte er, dass die damals gerade von Luis Walter Alvarez beobachtete Myon-Katalyse von Deuterium-Tritium-Fusionsreaktionen, auf die man große Hoffnungen setzte, für die Energienutzung nicht nutzbar war wegen der von ihm bestimmten oberen Grenze der pro Myon erzeugbaren Fusionen. Ab 1957 wandte er sich der Teilchenphysik zu und untersuchte u. a. Dispersionsrelationen, mögliche Zeitumkehr-Symmetrie-Verletzungen (1957 mit Sam Treiman) und in den 1960er Jahren Winkelverteilungen bei Resonanz-Zerfällen in Streureaktionen (damals von Kaonen und Protonen), mit Einführung der Gottfried-Jackson-Winkel (auch Jackson-Winkel genannt).
Jackson verfasste mehrere Lehrbücher. Sein erstmals 1962 bei Wiley erschienenes Classical Electrodynamics, das noch auf Vorlesungsausarbeitungen an der McGill University beruhte, ist weltweit mit dem Lehrbuch von Wolfgang Panofsky und Melba Phillips das bedeutendste Standardwerk für Elektrodynamik (Neuauflagen erschienen 1975, die dritte Auflage 1998). Weitere Werke sind Physics of Elementary Particles (Princeton, 1958, 135 Seiten) und Mathematics for Quantum Mechanics (1962).

## Ehrungen
Jackson war Fellow der American Physical Society und American Association for the Advancement of Science, Mitglied der National Academy of Sciences und American Academy of Arts and Sciences. Er erhielt 1989 eine Ehrendoktorwürde der University of Western Ontario sowie in Berkeley die Auszeichnungen Distinguished Teaching Award (1986) und Berkeley Citation (1993).